# Lucas Prado
Lucas Prado (ur. 27 maja 1985 w Cuiabá) – brazylijski, niepełnosprawny lekkoatleta. W wyniku wypadku podczas pracy w 2003 r. stracił wzrok w jednym oku, a następnie - poprzez rozwój choroby chorioretinitis – w drugim. Specjalizuje się w biegach na odcinkach sprinterskich. Występuje w klasie T11, przeznaczonej dla zawodników niewidomych lub bardzo słabo widzących. Jest trzykrotnym mistrzem olimpijskim: na dystansach 100, 200 i 400 m.

## Występy w zawodach międzynarodowych
| Rok  | Impreza                                              | Miejsce      | Konkurencja        | Lokata     | Wynik   |
| ---- | ---------------------------------------------------- | ------------ | ------------------ | ---------- | ------- |
| 2006 | Mistrzostwa Świata w Lekkoatletyce Niepełnosprawnych | Assen        | sztafeta 4 x 100 m | 2. miejsce | 44,32 s |
| 2008 | Igrzyska Paraolimpijskie                             | Pekin        | bieg na 100 m      | 1. miejsce | 11,03 s |
| 2008 | Igrzyska Paraolimpijskie                             | Pekin        | bieg na 200 m      | 1. miejsce | 22,48 s |
| 2008 | Igrzyska Paraolimpijskie                             | Pekin        | bieg na 400 m      | 1. miejsce | 50,27 s |
| 2008 | Igrzyska Paraolimpijskie                             | Pekin        | sztafeta 4 x 100 m | DSQ        |         |
| 2011 | Mistrzostwa Świata w Lekkoatletyce Niepełnosprawnych | Christchurch | bieg na 100 m      | 1. miejsce | 11,38 s |
| 2011 | Mistrzostwa Świata w Lekkoatletyce Niepełnosprawnych | Christchurch | bieg na 200 m      | 1. miejsce | 22,97 s |
| 2011 | Mistrzostwa Świata w Lekkoatletyce Niepełnosprawnych | Christchurch | bieg na 100 m      | 1. miejsce | 51,19 s |
| 2012 | Igrzyska Paraolimpijskie                             | Londyn       | bieg na 100 m      | 2. miejsce | 11,25 s |
| 2012 | Igrzyska Paraolimpijskie                             | Londyn       | bieg na 200 m      | 4. miejsce | 23,15 s |
| 2012 | Igrzyska Paraolimpijskie                             | Londyn       | bieg na 400 m      | 2. miejsce | 51,44 s |
| 2012 | Igrzyska Paraolimpijskie                             | Londyn       | sztafeta 4 x 100 m | eliminacje | DSQ     |
| 2013 | Mistrzostwa Świata w Lekkoatletyce Niepełnosprawnych | Lyon         | bieg na 100 m      | 1. miejsce | 11,45 s |
| 2013 | Mistrzostwa Świata w Lekkoatletyce Niepełnosprawnych | Lyon         | bieg na 200 m      | 1. miejsce | 22,55 s |
| 2013 | Mistrzostwa Świata w Lekkoatletyce Niepełnosprawnych | Lyon         | sztafeta 4 x 100 m | półfinał   | DSQ     |